# سیارک ۱۰۷۰۹
سیارک ۱۰۷۰۹ (به انگلیسی: 10709 Ottofranz، نامگذاری:1982BE1) ده هزار و هفتصد و نهمین سیارک کشف شده‌است که در ۲۴ ژانویه ۱۹۸۲ کشف شد.
قدر مطلق سیارک برابر ۳۰.۹ است.